# Malagacetrus rubripes
Malagacetrus rubripes är en insektsart som först beskrevs av Lucien Chopard 1919.  Malagacetrus rubripes ingår i släktet Malagacetrus och familjen gräshoppor. Inga underarter finns listade i Catalogue of Life.